# Палици
Палици (болг. Палици) — село в Болгарии. Находится в Великотырновской области, входит в общину Елена. Население составляет 140 человек (2022).

## Политическая ситуация
В местном кметстве Палици, в состав которого входит Палици, должность кмета (старосты) исполняет Ана Иванова Атанасова (Болгарская социалистическая партия (БСП)) по результатам выборов правления кметства.
Кмет (мэр) общины Елена — Сашо Петков Топалов (Болгарская социалистическая партия (БСП)) по результатам выборов в правление общины.